# Peter Dangl
Peter Dangl, detto der Ältere (in italiano: il Vecchio) (Pfunds, 6 dicembre 1844 – Solda (Stelvio), 9 luglio 1908), è stato un alpinista e guida alpina austriaca,  fu uno specialista del gruppo dell'Ortles, ed  è considerato tra le migliori guide della fine del XIX secolo con Christian Ranggetiner, Joseph Knubel, Alois Pinggera e Alexis Broche.

## Biografia
Nacque a Pfunds nel Tirolo in Austria e morì a Solda, un comune dell'Alto Adige ma a quei tempi territorio austriaco.  Fu una guida alpina e il 19 luglio 1872 Theodor Harpprecht e la sua guida Peter Dangl salirono sull'Ortles e riscoprirono il sentiero attraverso l'Hintergrat e aprirono la via di discesa passando per lo Stickle-Pleiß-Rinne. Un anno dopo, il 9 agosto 1873, i due trovarono una nuova via, il canalone Harpprecht, che andava dal Suldenferner all'Hochjochgrat e attraverso questa via raggiunsero la vetta. La salita continua dall'Hochjoch alla vetta, tentata più volte dal 1867, fu portata a termine da Otto Schück con Alois Pinggera e Peter Dangl solo il 15 giugno 1875. 
Sempre nel gruppo dell'Ortles si fece un nome con audaci nuovi tour nella regione accompagnato da Alois Pinggera, guida di Solda, Otto Schürk, alpinista di Vienna, e Peter Reinstadler. Insieme alle guida Alois Pinggera e l'alpinista Schück scalò nel 1875  per la prima volta l'Hochjochgrat sull'Ortles. Insieme a Otto Schück e Alois Pinggera riuscì ad attraversare tutte le cime ghiacciate della cresta meridionale dell'Ortles, dal Cevedale al Monte Vioz, in 19 ore con le sole scarpe da neve. Nel 1879 scalò per la prima volta il grande canalone dell'Ortles, oggi chiamato "Schückrinne", insieme a  Otto Schück e Peter Reinstadler. 
Con la diffusione della scalata dell'Ortles del 27 settembre 1804, l'apertura della strada dello Stelvio e la costruzione dei rifugi aumentò a Solda  il numero di alpinisti e studiosi che vollero tentare tale impresa e ciò richiese l'aumento di disponibilità di guide alpine e così Peter Dangl accompagnò i tour alpini svizzeri nella zona e dimostrò di essere un accompagnatore dotato tecnicamente. Nel 1899 scalò il Gran Zebrù passando per l'Hochjoch, sempre in compagnia delle popolari guide alpine di Solda, Hans e Alois Pinggera e della scalatrice Hermine Tauscher-Geduly. Scalò vette tra le più alte e difficili, tra queste ascese il Cervino dodici volte, lo Zinal-Rothorn  nove volte, il Weisshorn otto volte, il Gabelhorn tre volte e visitò tutte le altre montagne di Zermatt e le cime dell'Oberland Bernese e  il gruppo del Bernina, scalò il  Trafoier Eiswand da nord, l'Harpprechtrinne, l'Hochjochgrat e il Schückrinne. Il 13 febbraio 1903 con H.S.Pinggera compì la prima ascensione invernale con gli sci del monte Zebrù. Già in giovane età era una delle grandi guide e partecipò attivamente a tutto lo sviluppo del turismo d'alta quota. Il suo vero campo di lavoro, tuttavia, fu il gruppo dell'Ortles, di cui Dangl conosceva bene tutte le escursioni, anche le più difficili. Viaggiò anche ben oltre il suo territorio e, oltre a tutti i principali gruppi glaciali delle Alpi orientali, compì numerose spedizioni anche nelle Alpi occidentali. Anche due dei suoi figli diventarono guide capaci. Peter Dangl  fu un precursore dello sci alpinismo a cavallo tra il XIX e il XX secolo.

## Carriera alpinistica
- Geisterspitze (Alpi dell'Ortles),  cresta nord-ovest (11.08.1885)
- Hochgall, muro ovest (06.09.1877)
- Königspitze (Gran Zebrù),  Suldengrat - "Langer Suldengrat" - (con Mitschergrat) (06.07.1878)
- Ortles, Canale del Nord-Ovest - "Stickle Pleiss" (19 luglio 1872)
- Ortles, Parete est - "Schückrinne" (27 giugno 1879)
- Ortles, Cresta sud - "Hochjochgrat" (15 giugno 1875)
- Punta di San Matteo,  dalla Brancahütte (15.08.1873)
- Cima di Solda,  cresta nord est (20 settembre 1876)
- Cima di Solda,  cresta occidentale (correttamente West-Northwest Ridge) (20.09.1876)
- Muro di ghiaccio di Trafoier,  parete Nord (20 luglio 1872)
- Pizzo Tresero, cresta nord ovest (11 settembre 1878)
- Parete alta di Cengles, traversata in cresta dall'Hinteres Schöneck alla Tschenglser Hochwand - "Schöneckschneide" (30.07.1885)
- Cima Vertana,  cresta nord-ovest (06.07.1893)
- Cima Vertana,  canale occidentale della cresta più bassa, testa della cresta sud-occidentale (13.08.1873)[2][3]